# Aero Ae-04
Aero Ae-04 byl československý dvouplošný stíhací letoun vyrobený v roce 1921. Navázal na stroj Ae-02, a podobně jako on nedokázal získat objednávku na sériovou výrobu, stal se však základem pro vývoj pozdější sériové stíhačky Aero A-18. Již v roce 1921 prototyp pilotovaný Rudolfem Polaneckým získal první československý národní rekord v dostupu v hodnotě 6 361 m.

## Specifikace

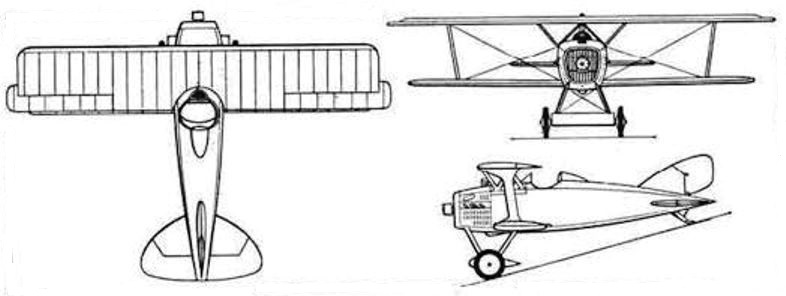
Třípohledový nákres Ae-04

Údaje podle

### Technické údaje
- Osádka: 1 (pilot)
- Délka: 5,60 m
- Rozpětí: 7,70 m
- Nosná plocha: 14,60 m²
- Prázdná hmotnost: 670 kg
- Vzletová hmotnost: 900 kg
- Pohonná jednotka: 1 × kapalinou chlazený šestiválcový řadový motor BMW IIIa
- Výkon pohonné jednotky: 136 kW (185 k)

### Výkony
- Maximální rychlost: 225 km/h
- Cestovní rychlost: 185 km/h
- Maximální dostup: 6 361 m
- Stoupavost: výstup do výše 5 000 m za 14 minut
- Vytrvalost letu: 1 hodina

### Výzbroj
- 2 × synchronizovaný kulomet Vickers[3] ráže 7,7 mm